# Scuola Grande de San Rocco
La Scuola Grande de San Rocco  fut l'une des plus riches Scuole de Venise, une institution  reconnue par le Conseil des Dix, dont le rôle a été de lutter contre les épidémies de peste et destinée à aider la population.

## La Scuola
Elle est située dans le sestiere de San Polo, près de la basilique Santa Maria Gloriosa dei Frari.
La translation en 1485 des reliques de saint Roch depuis Montpellier à Venise incita la confrérie à bâtir une église et une Scuola.
Deux œuvres du Tintoret, conservées dans l'Église San Rocco, témoignent de la préoccupation de la Scuola pour le devoir d'assistance et de son souci de propager son image d'hospitalité : Saint Roch guérissant les pestiférés (1549) et Saint Roch en prison visité par l'ange (1567) peintes sur toile de 307 × 673 cm

### Emplacement

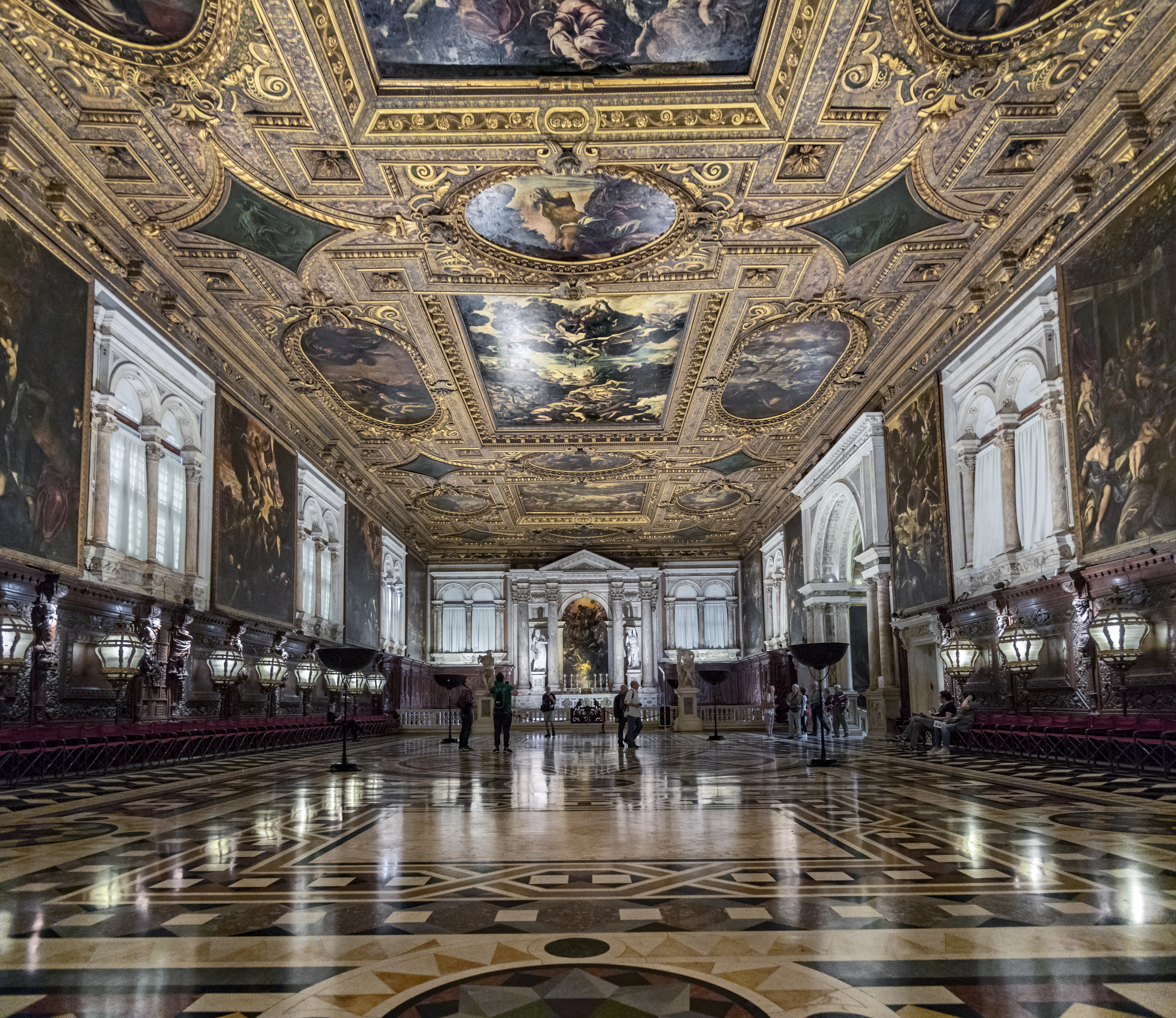
Salone Maggiore

La Scuola est située à la droite de l’église de San Rocco sur le même Campo.

### Caractéristiques
Le projet de la construction est semblable au projet des autres Scuole de Venise. La Scuola Grande di San Rocco est caractérisée par deux salles, l’une à l’étage inférieur et l’autre à l’étage supérieur. La première, la Sala Terrena, est divisée en deux nefs avec l’entrée sur le Campo. D’ici on accède à l'étage au moyen d’un grand escalier partagé en deux tranches par un palier surmonté par une coupole. La salle supérieure, destination des processions et des réunions des Confrères, est caractérisée par un autel de bois. D’ici on entre, sur le même étage, dans une troisième salle, la Sala dell’Albergo, lieu de réunion de la Banca, chargée des problèmes économiques, et de la Zonta, pour les questions sociales et d’organisation générale.
Le projet est d'abord porté par l'architecte Pietro Bon, remplacé par Sante Lombardo à partir de 1520, à la suite d'un différend avec les membres de la Scuola. Antonio Scarpagnino réalisera la façade et l'escalier monumental actuel, terminé en 1550.

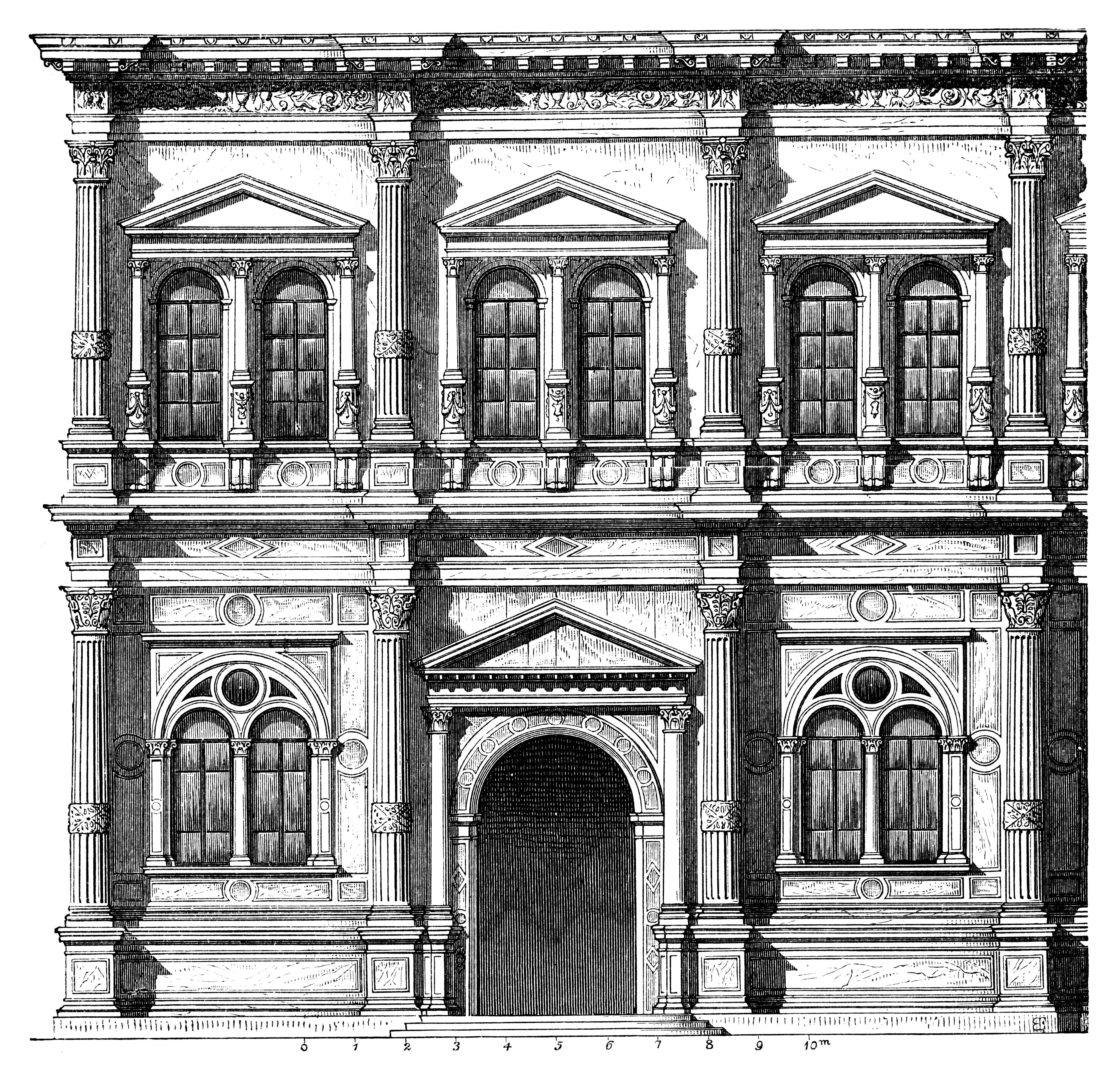
Dessin de la façade de la Scuola di San Rocco
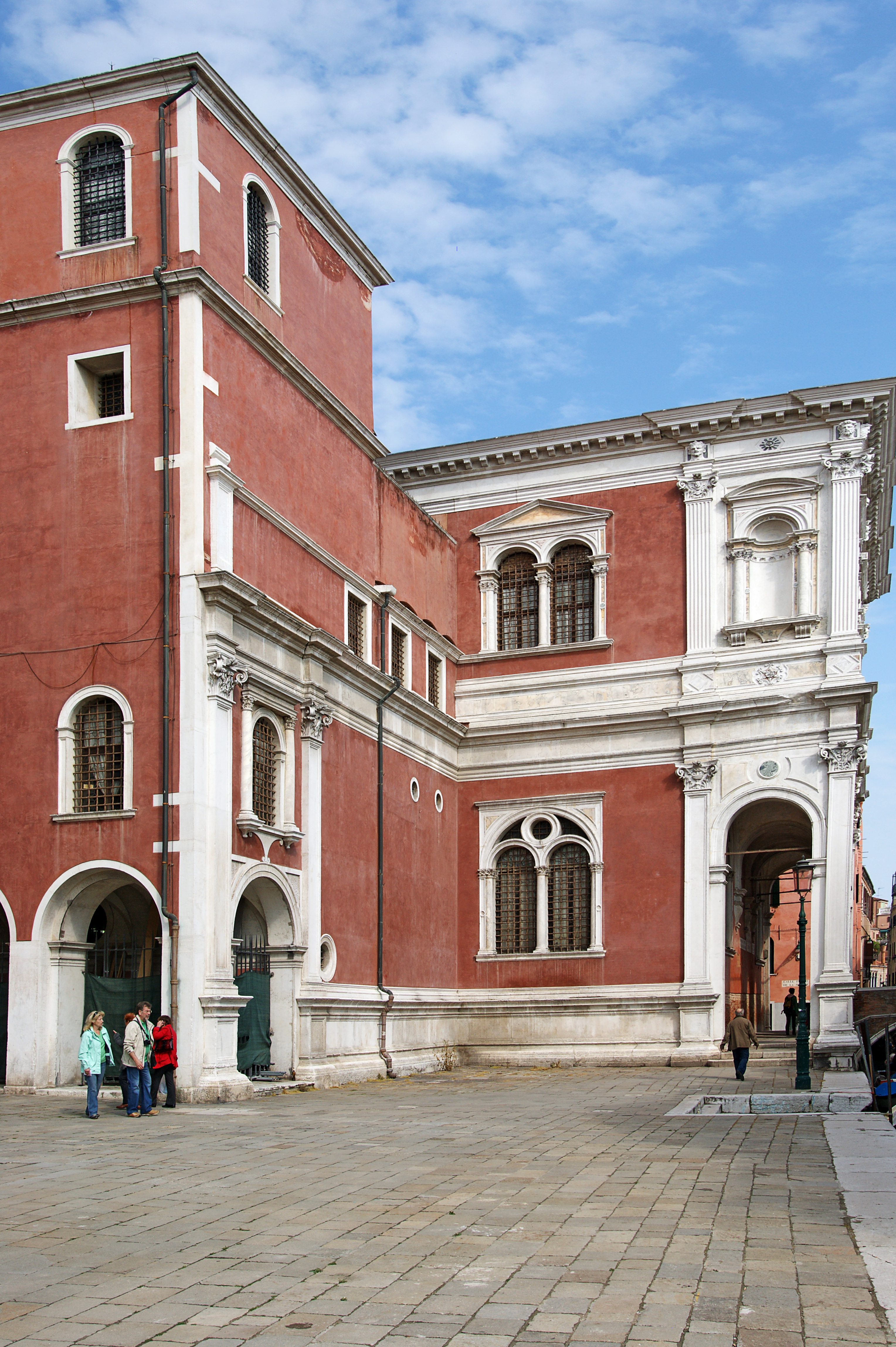
La face ouest : Campo Castelforte
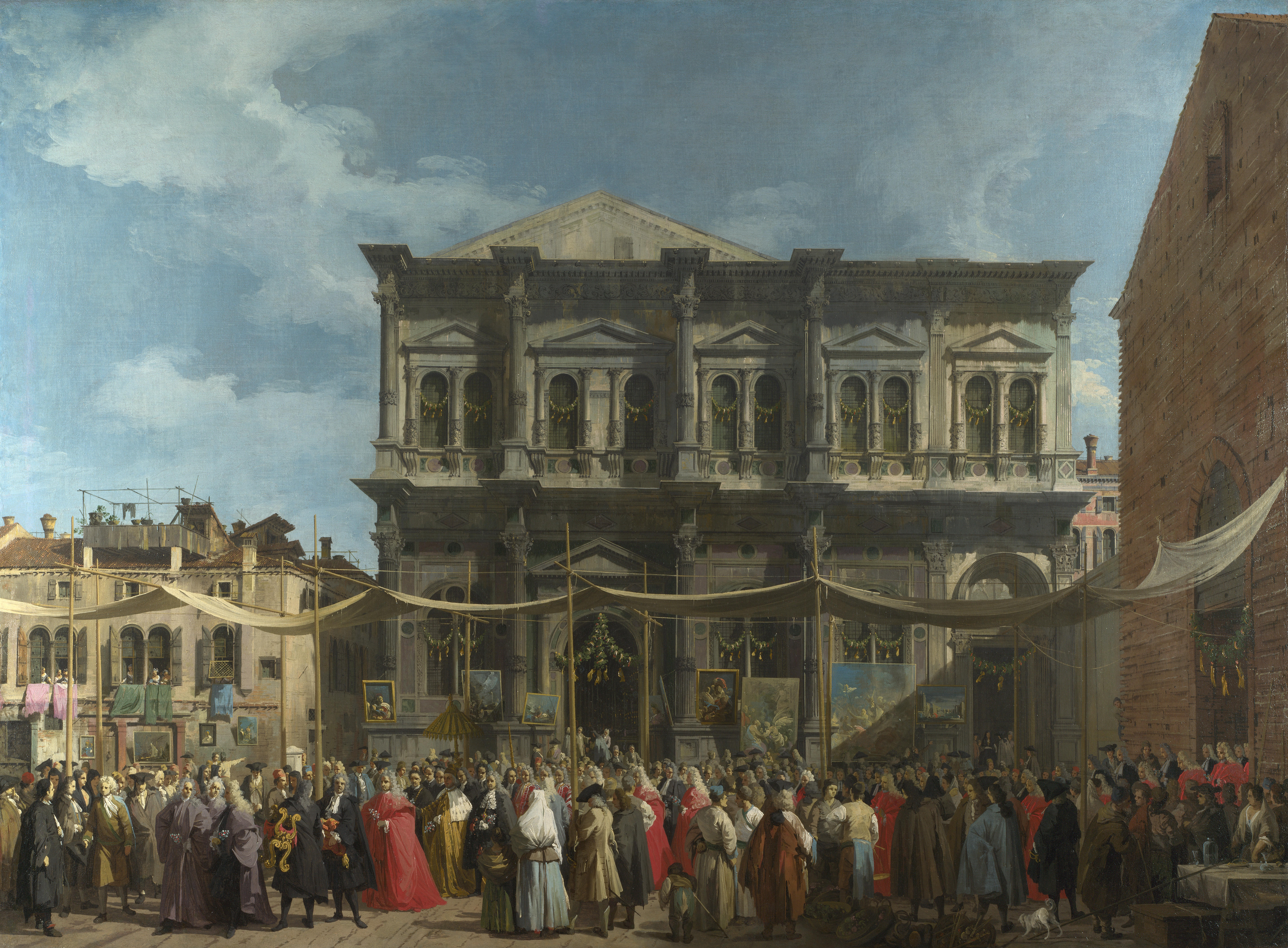
La Festa di San Rocco, tableau de Canaletto  qui montre la façade inachevée de l'église San Rocco

## Historique
La Scuola Grande di San Rocco était un édifice réservé à une congrégation de citoyens aisés, mais plébéiens, qui s’adonnaient à des œuvres de bienfaisance. «Institué en 1478 comme Scuola de dévotion de flagellés (it:Battuti) sous le patronage de Saint Rocco, en 1489, elle était déjà devenue Scuola Grande grâce au nombre sans cesse croissant des Confrères, des mérites acquis en soulageant la population au cours des catastrophes et grâce aussi de la célèbre relique, amenée  en 1485, du corps de Saint Roch dont la protection était invoquée à l’occasion des épidémies. Ce saint, natif de Montpellier (1350-1378), avait consacré sa vie aux soins des malades.
Selon une tradition religieuse, le saint est représenté sous les traits d’un pèlerin qui montre l'abcès de peste, dont il est atteint, à Piacenza, dont il est miraculeusement guéri par un ange au milieu d’un bois où il s’était retiré avec son chien fidèle. Ce dernier lui portait chaque jour la nourriture nécessaire. »
En 1515 on commença la construction qui se prolongea pendant une cinquantaine d’années environ. On attribue cette œuvre à Giovanni et Bartolomeo Bon, de Bergame, et à Lo Scarpagnino
Au cours du XVIe siècle, elle devint la plus riche confrèrie vénitienne. En 1789, elle reçut du Pape Pie VI le titre d' Archiconfrérie et c'est la seule grande école qui a survécu à la chute de la République et elle conserva la propriété des édifices de l'école, de l'église et de la Scoletta.
De nos jours, l'association compte plus de 300 confrères et est encore active en poursuivant ses anciennes tâches caritatives et en s'occupant de son riche patrimoine artistique.

## Les collections

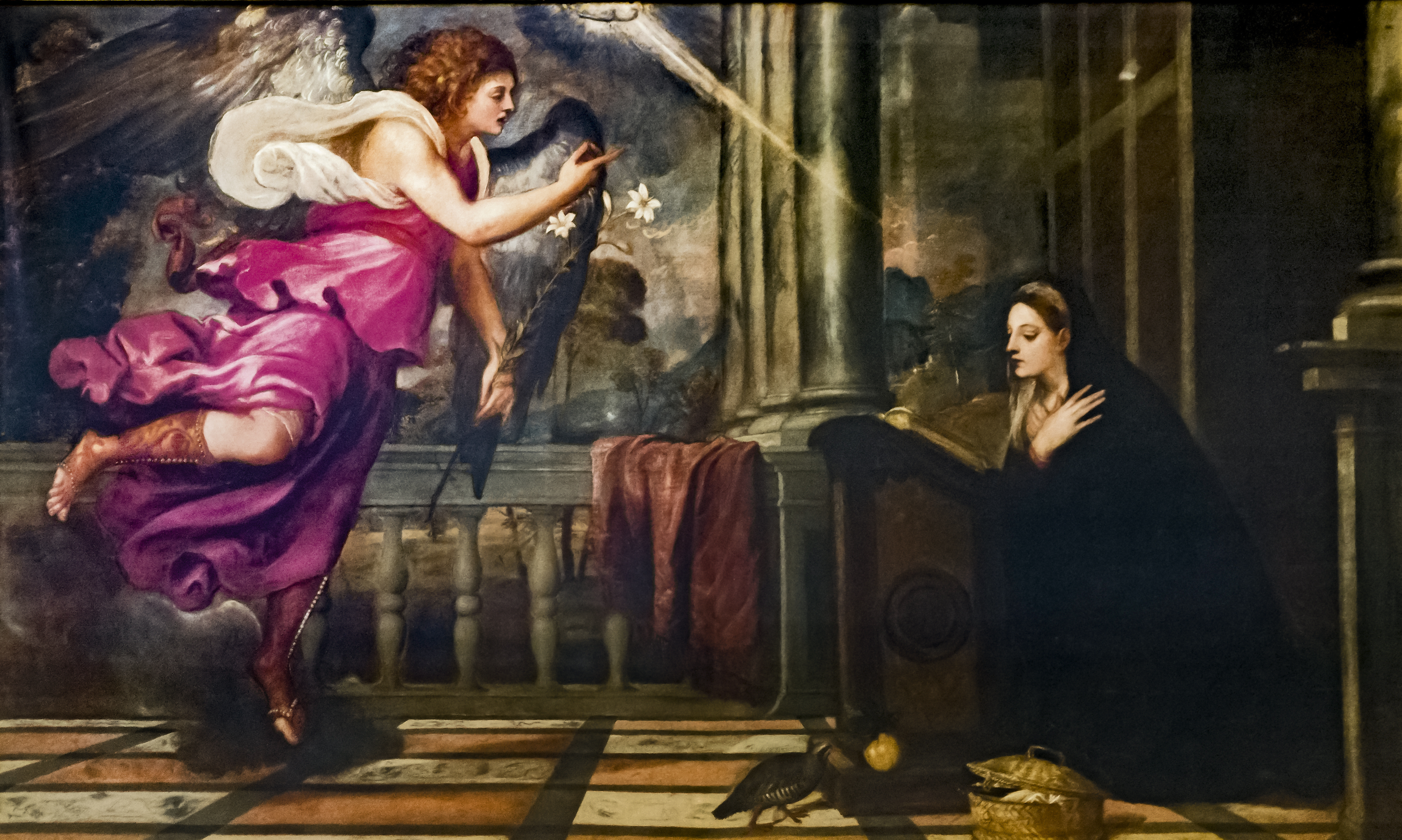
L'Annonciation par le Titien
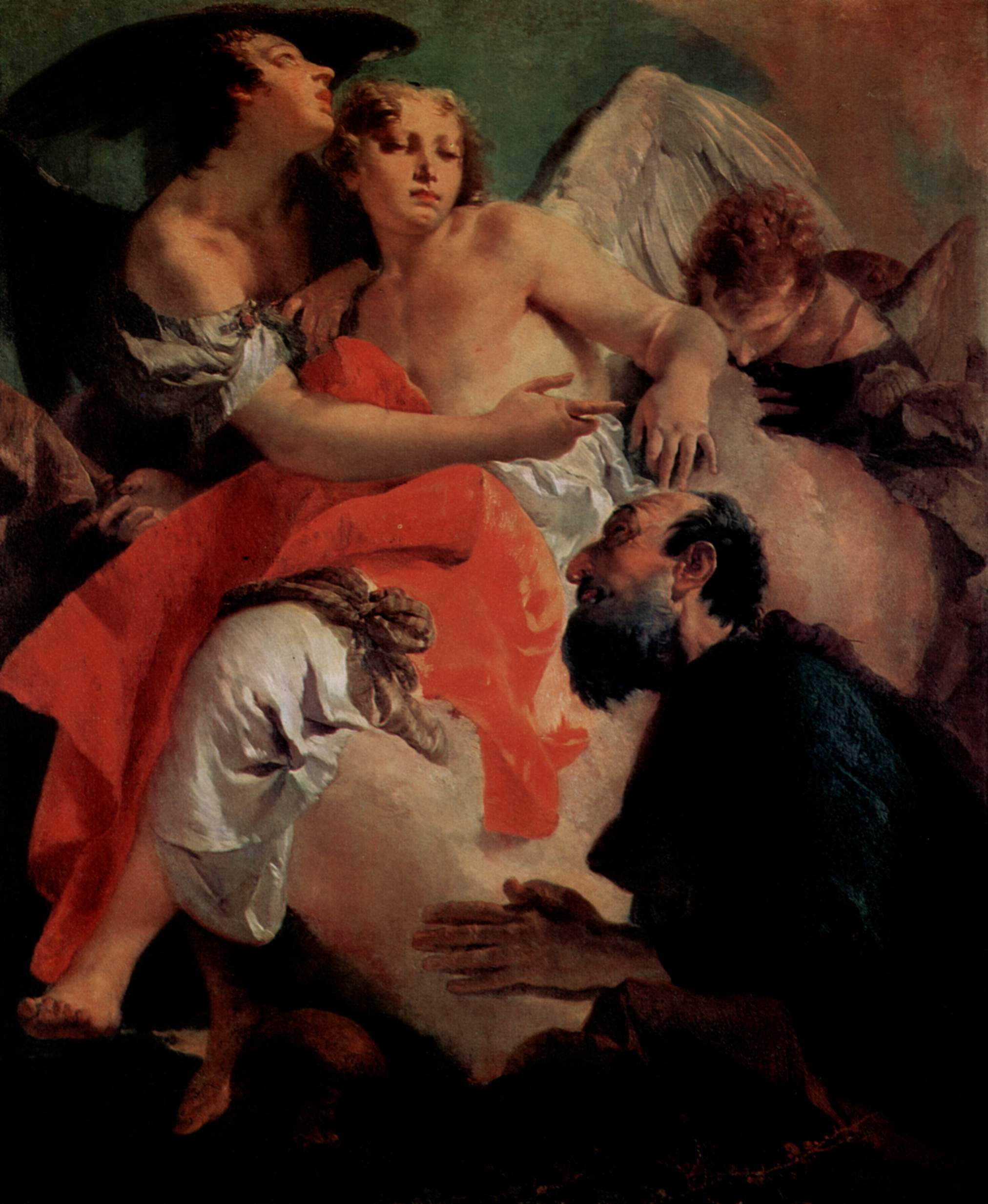
Abraham et l'Ange de Tiepolo

L'intérieur renferme de nombreuses sculptures en marbre et des boiseries exceptionnelles, mais surtout une collection exceptionnelle de toiles du Tintoret sur le thème de la Vie, la Passion et la mort de Jésus: 

### Salle du rez-de-chaussée
- L'Annonciation, 1582-1585, toile de 422 × 545 cm
- L'Adoration des mages,
- La Fuite en Égypte, 1582-1585, toile de 422 × 580 cm
- Le Massacre des Innocents,
- La Présentation au Temple,
- L'Assomption de Marie.
- Sainte Marie l'Egyptienne et Sainte Madeleine.
- Marie médite sur le futur et Marie médite sur le passé, 1585-1589, toiles de 425 × 209 cm

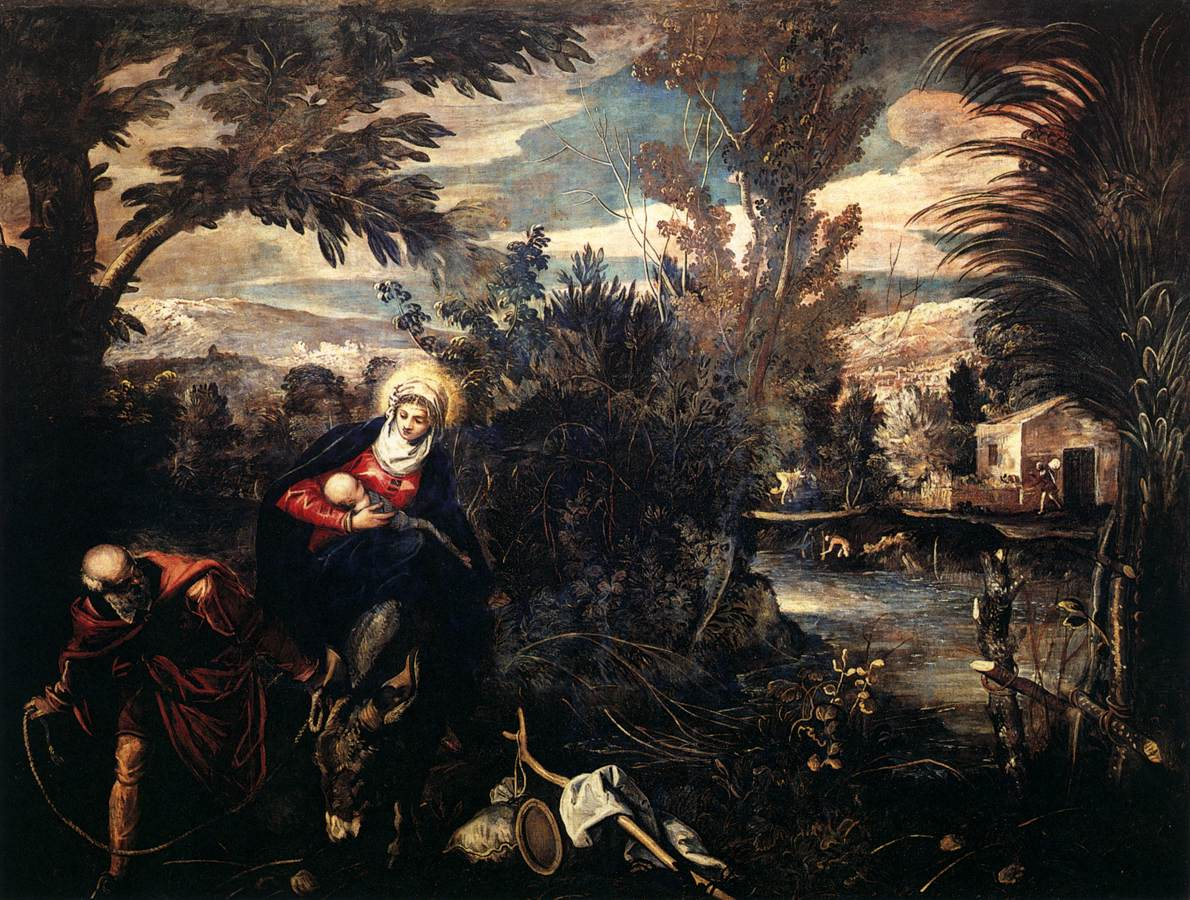
La Fuite en Égypte 1582-1585, détail.
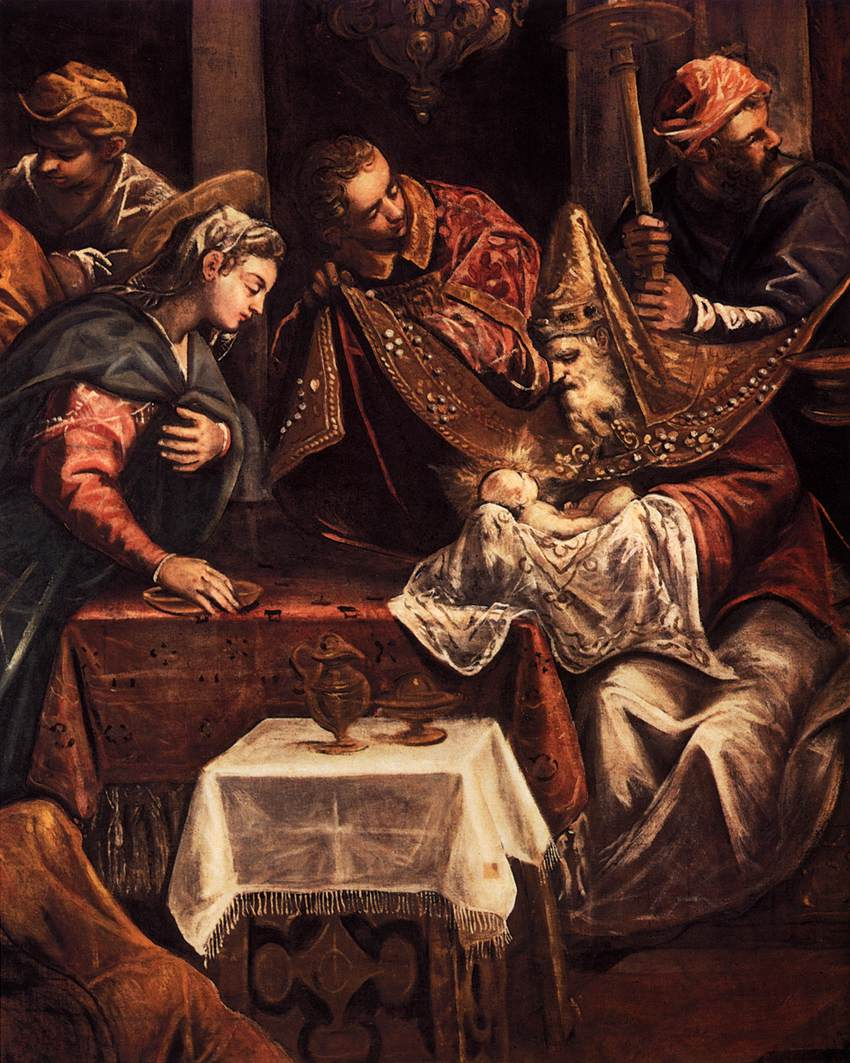
La Circoncision détail.

### Salle supérieure
La Sala Capitolare, qui était utilisée pour les réunions plénières, décorée à partir de 1574 par le Tintoret.
- La Tentation du Christ 539 × 330 cm
- L'adoration des bergers 1578-1581, toiles de 542 × 455 cm
- Le Baptême du Christ toile de 538 × 465 cm
- La Nativité, 1578-1581, toile de 542 × 455 cm
- La Piscine probatique, 533 × 529 cm
- La Résurrection 529 × 485 cm
- L'Ascension 538 × 325 cm
- La Cène, 1578-1581, toile de 538 × 487 cm
- La Multiplication des pains et des poissons.
- La prière dans le jardin

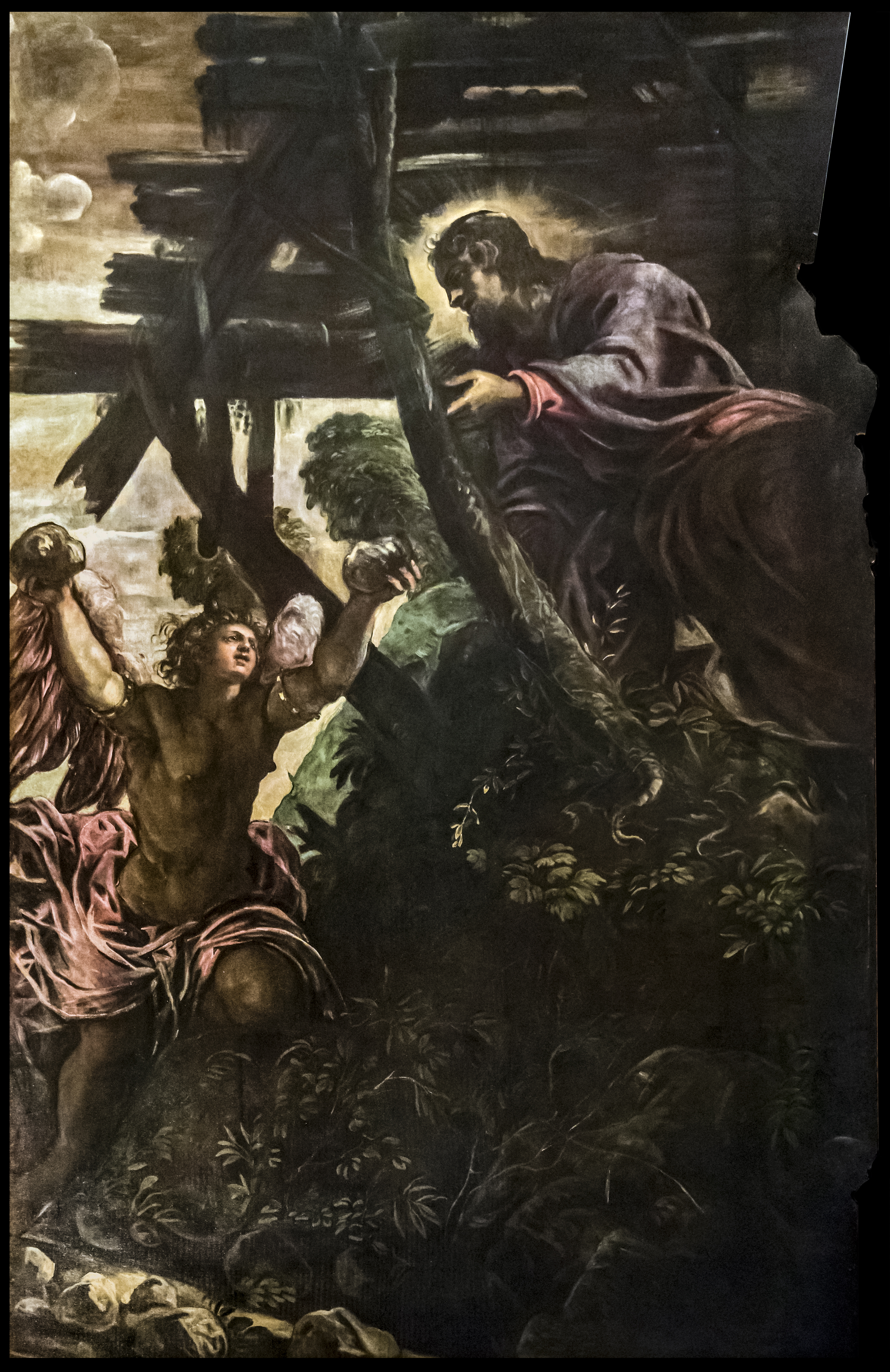
La Tentation du Christ 1578-1581
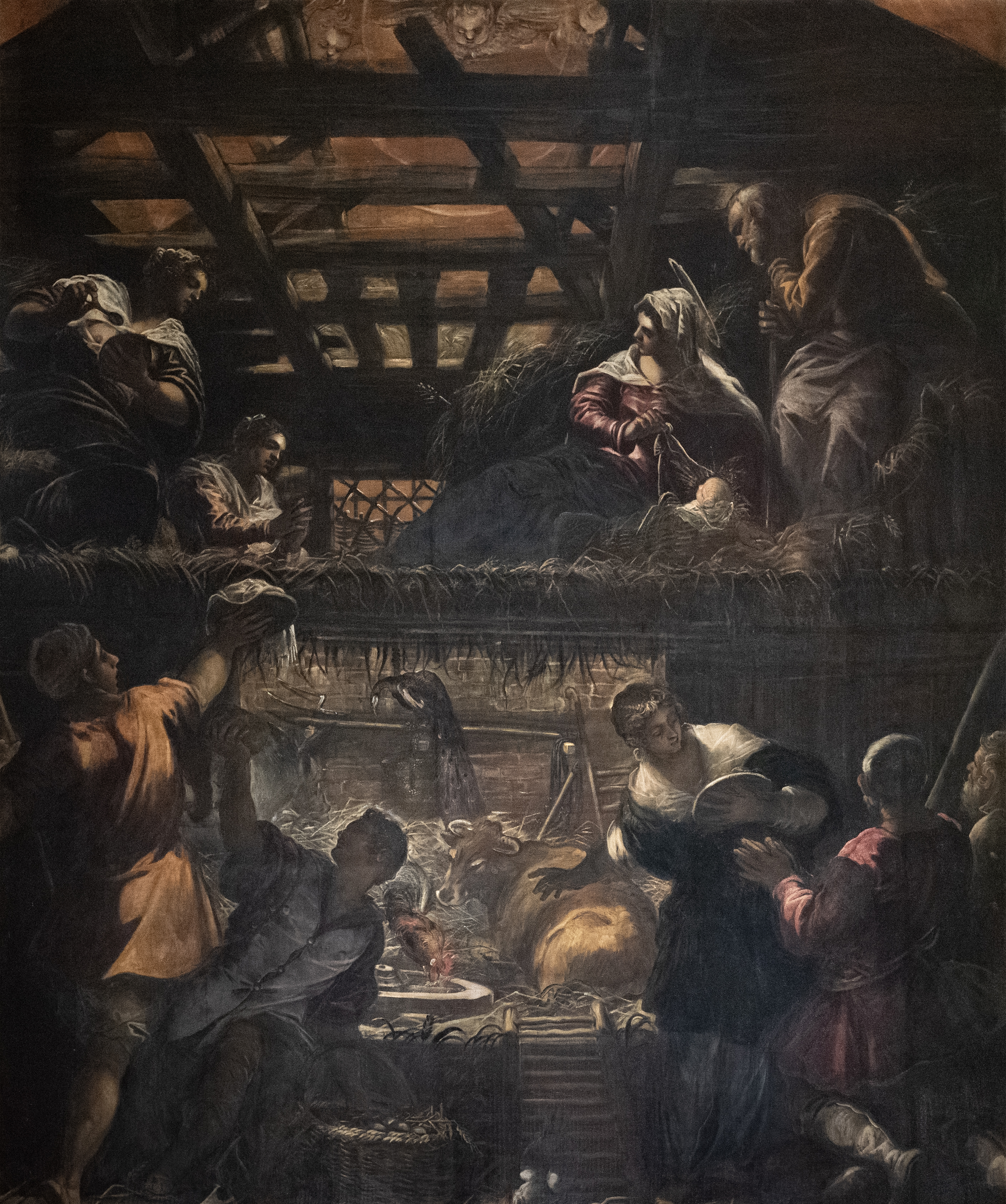
L'adoration des bergers 1578-1581
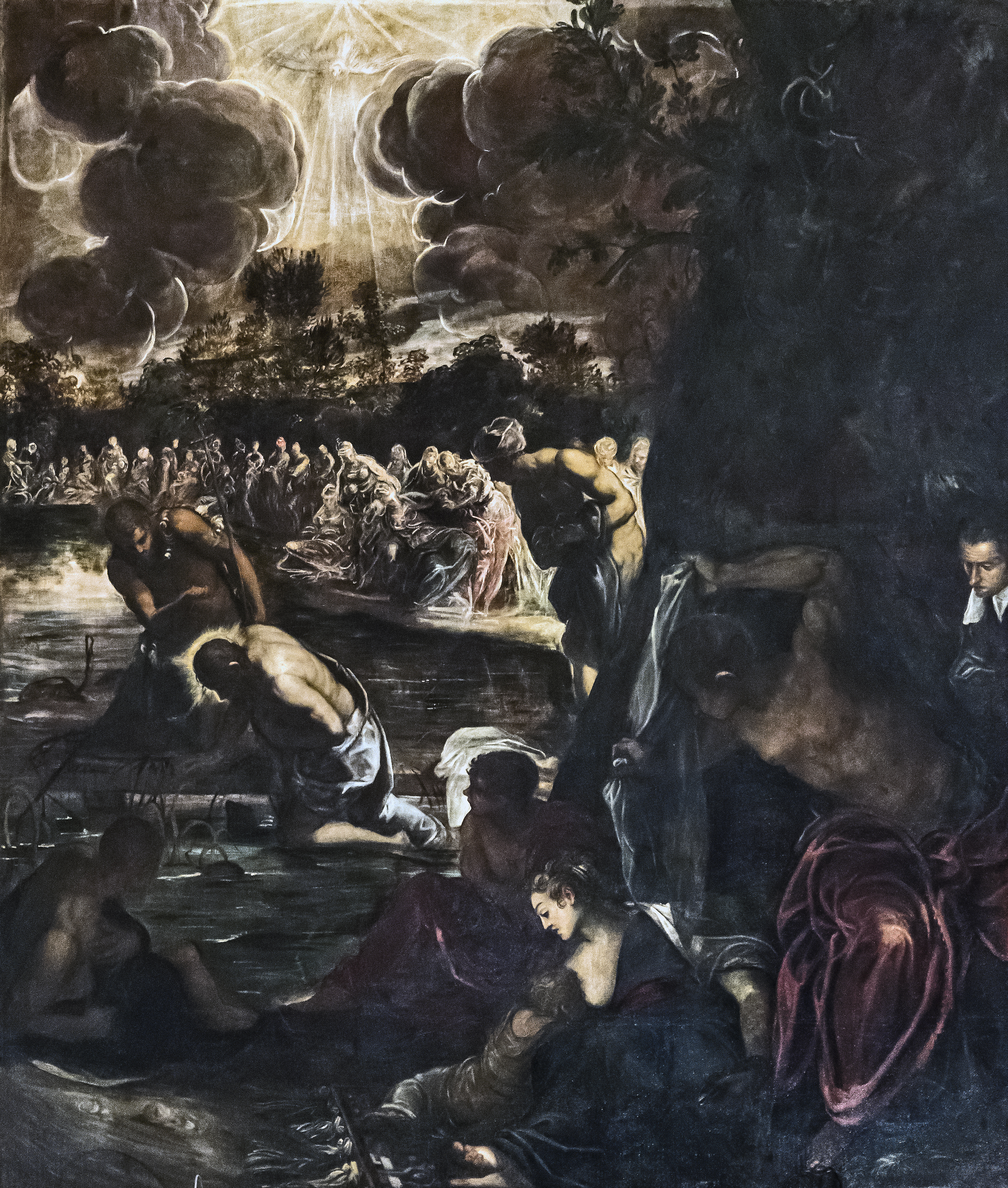
Le Baptême du Christ 1578-1581
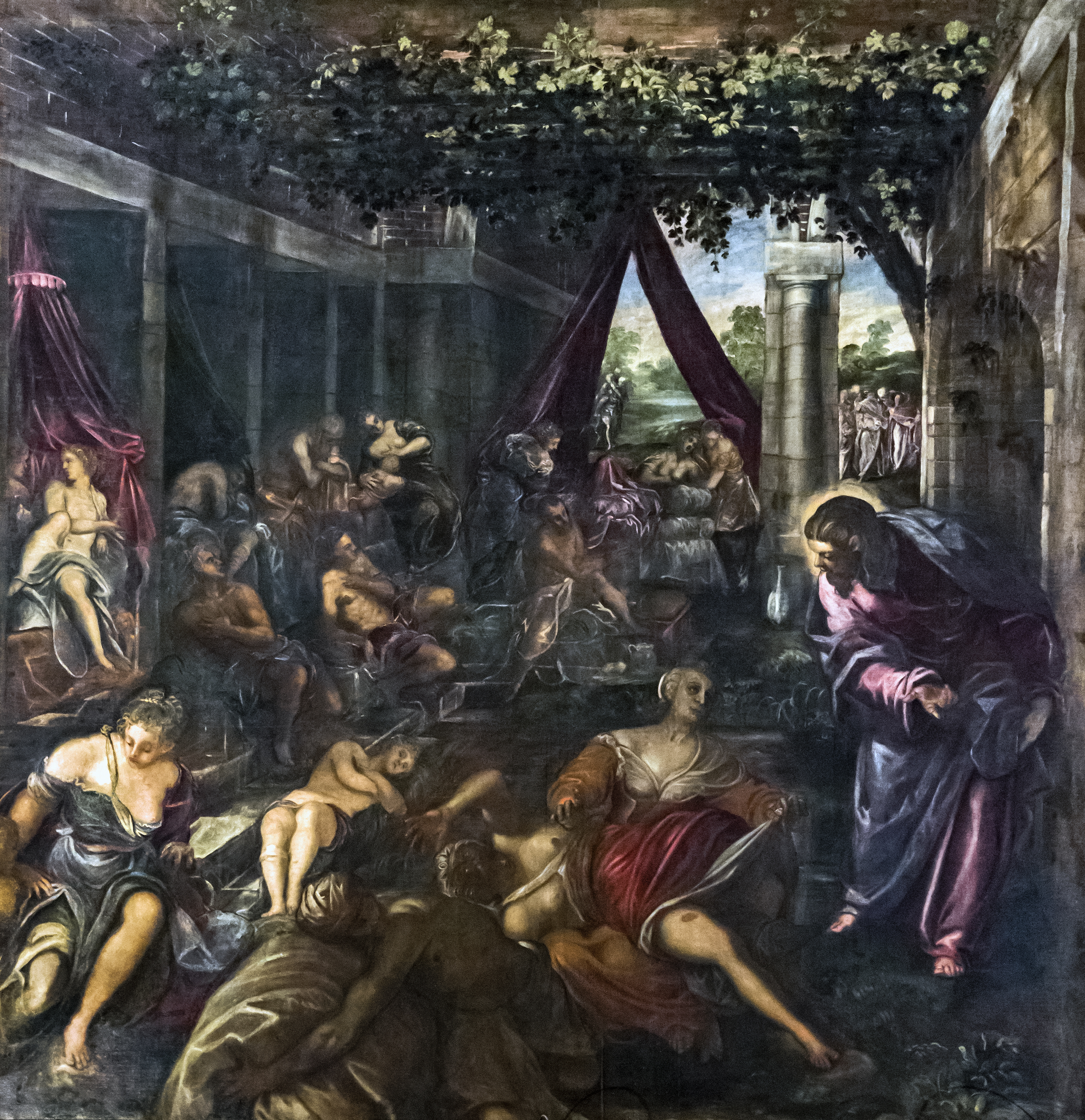
La Piscine probatique
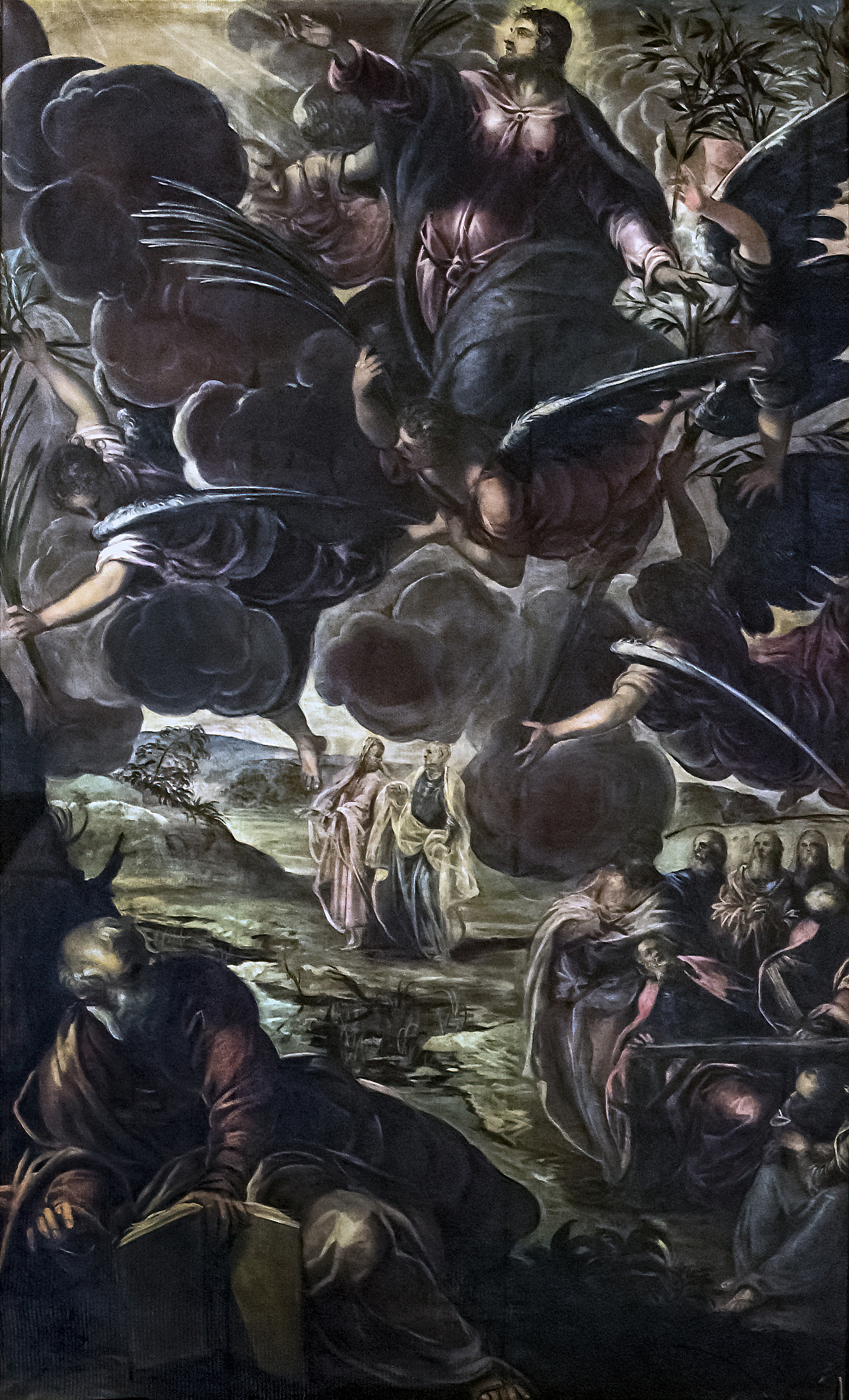
Ascension 1579-1581
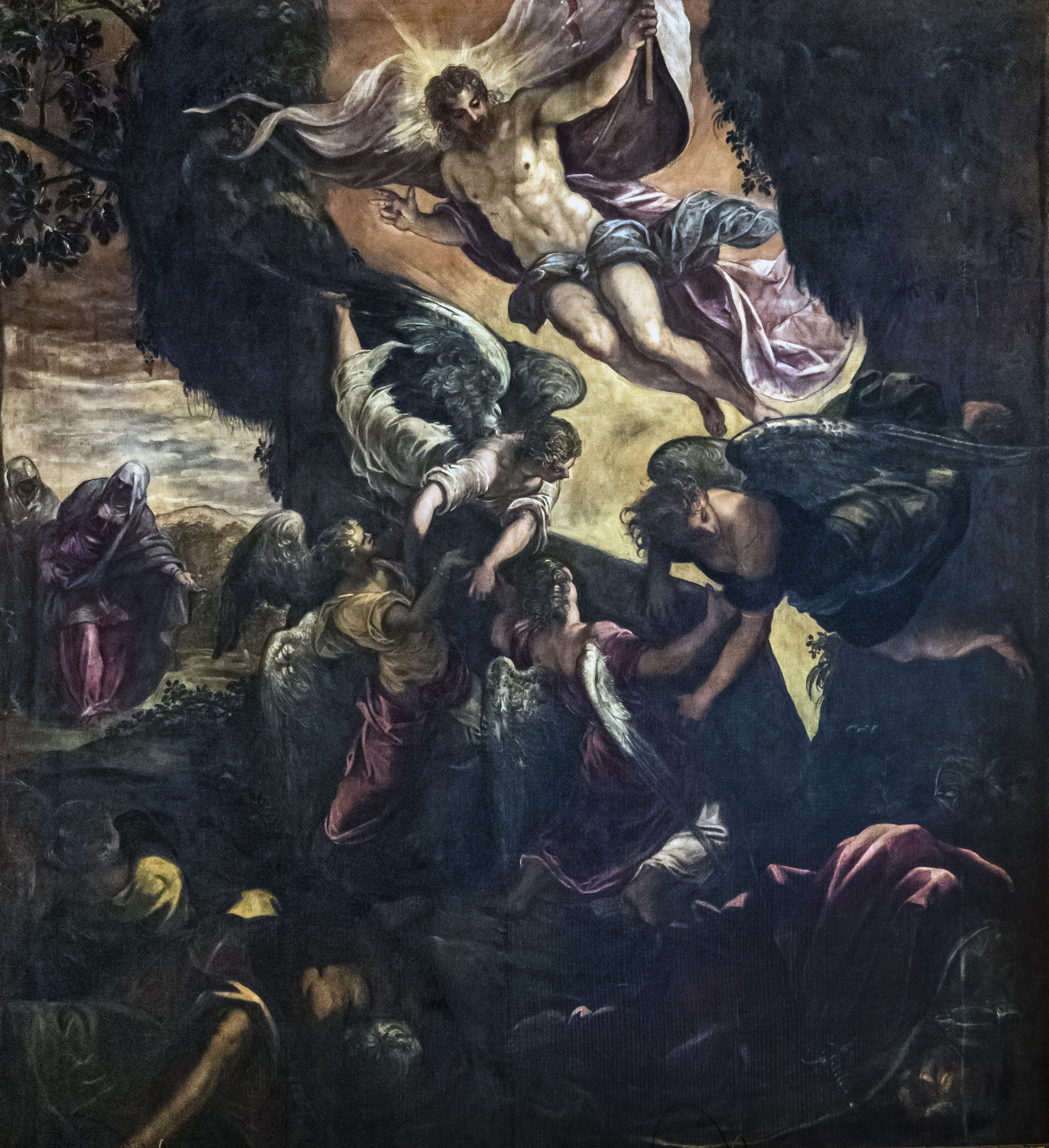
La Résurrection 1579-1581
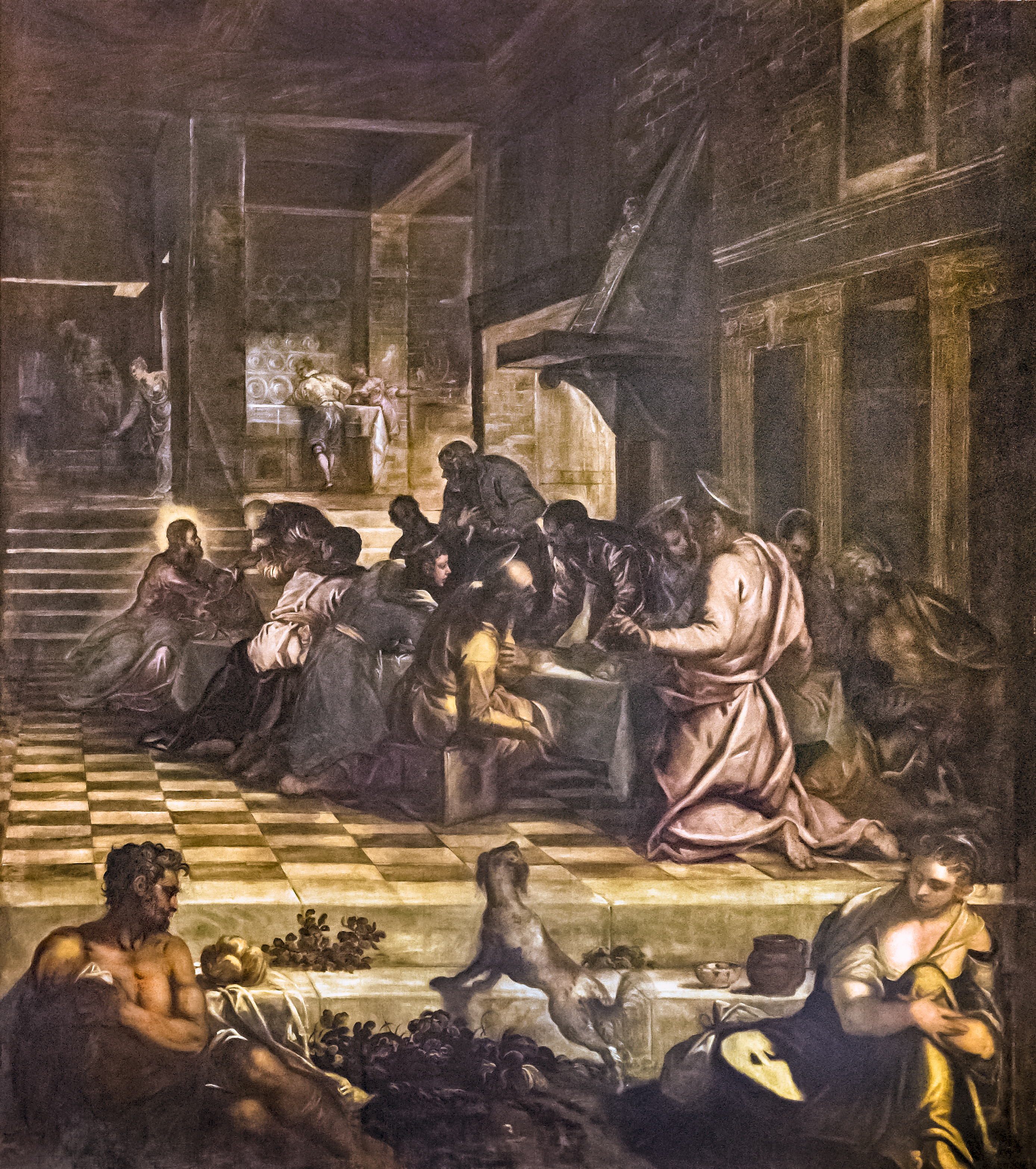
La Cène 1579-1581
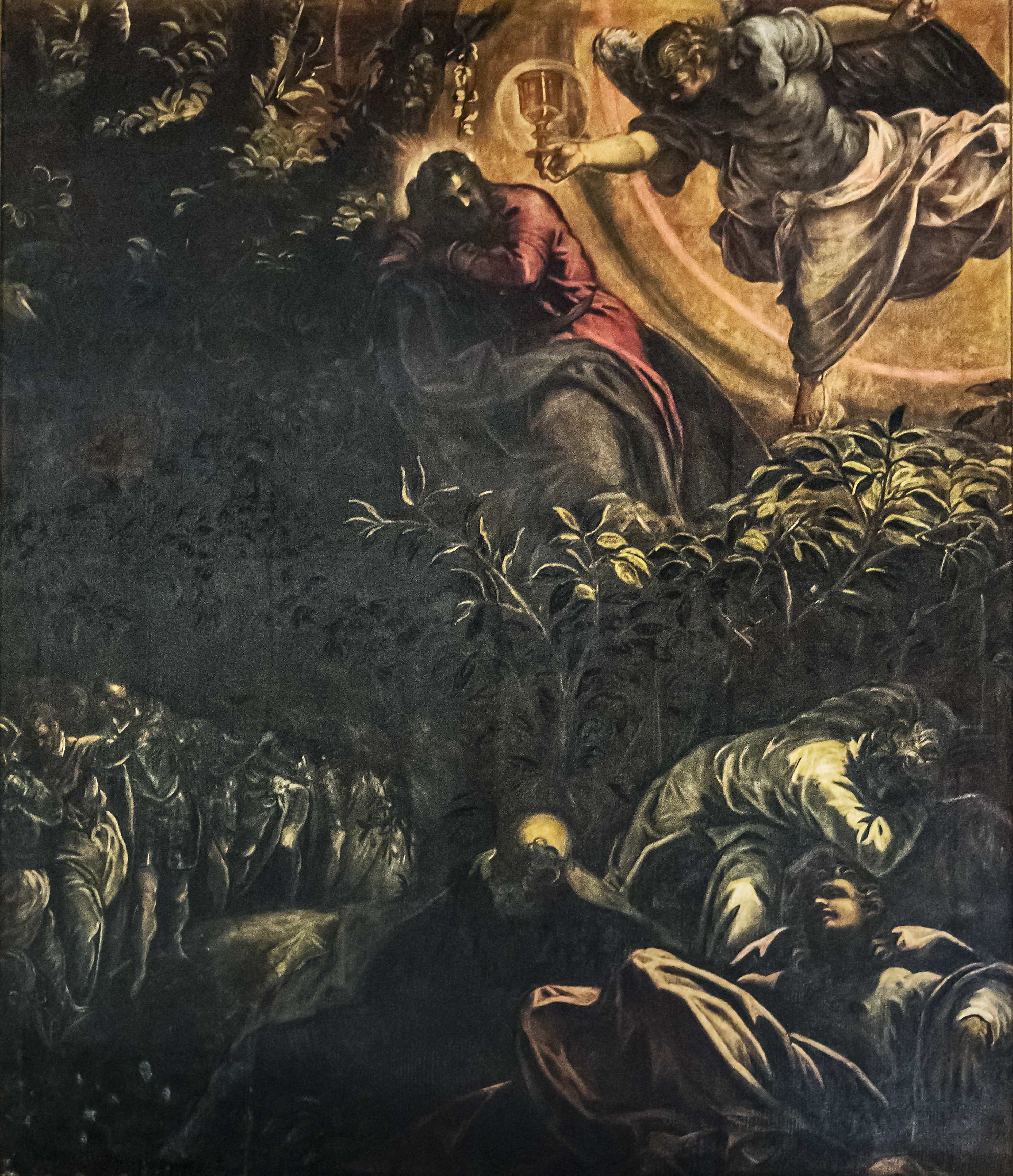
La prière dans le jardin 1578-1581

- Plafond :
  - Le Frappement du rocher et La Manne du désert, 1577, toiles de 550 × 520 cm
  - Le Serpent d'airain, 1575-1576, toile de 840 × 520 cm

### Salle dell'Albergo
- Saint Jean l'évangeliste,
- Saint Marc,
- Saint Théodore,
- Allégories de la Charité et de la Miséricorde,
- Le Christ devant Pilate, 1566-1567, toile de 515 × 380 cm[1]
- Ecce homo,
- La Montée au Calvaire
- Saint Roch en gloire, 1564, toile de 90 × 121 cm, plafond[1]
- La Crucifixion, 1565, toile de 536 × 1 224 cm[1]

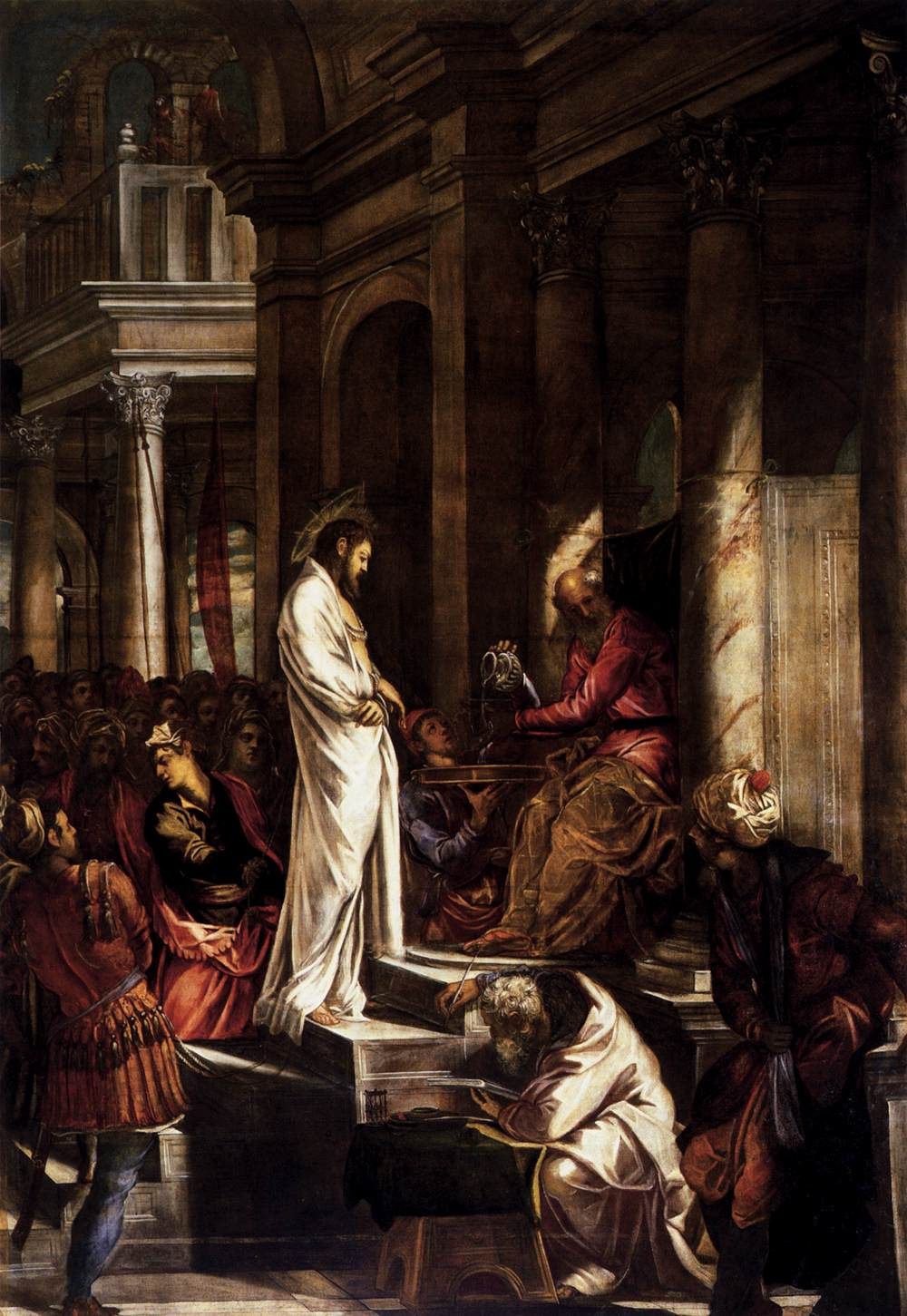
Le Christ devant Pilate 1566-1567
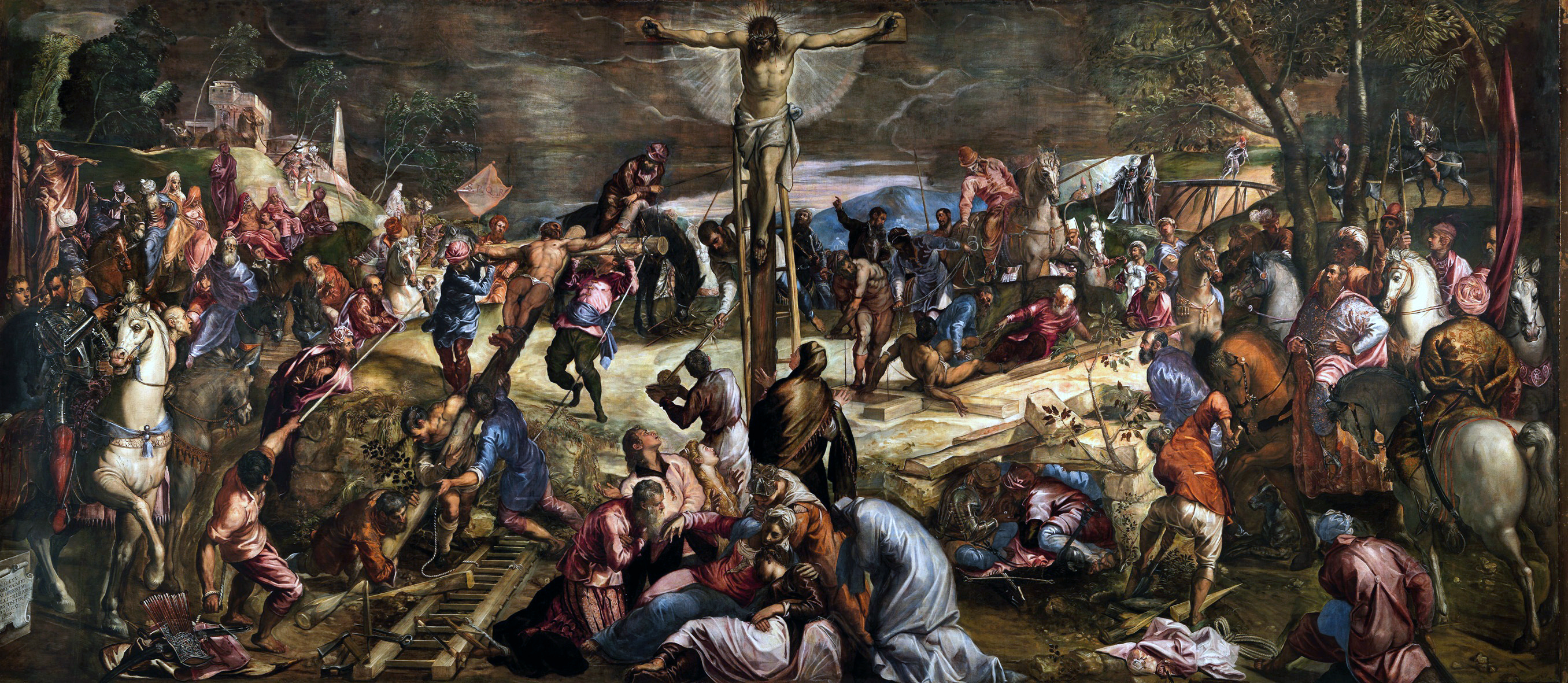
La Crucifixion